# Mutumba Mainga
Mutumba Mainga, ou Mutumba Mainga Bull, née en 1938, est une historienne et femme politique zambienne. Elle est la première femme zambienne à obtenir un doctorat, à enseigner à l'université de Zambie et à occuper une fonction ministérielle dans son pays.

## Biographie
Mutumba Mainga vient de Nalikolo, un village du district de Mongu. Elle est la fille d'Induna, chef du peuple Lozi. Elle fait ses études aux écoles de la mission de Sefula, Senanga, Mabumbu et Chipembi et à l'école gouvernementale de Goromonzi, avant d'intégrer le collège universitaire de Rhodésie et du Nyasaland, dont elle est diplômée, puis d'obtenir un BA en histoire de l'université de Londres en 1963. En 1965, elle épouse Nicholas Theodore Bull, petit-fils d'Otto Beit. En 1969, elle obtient un doctorat en histoire à l'université de Londres, devenant la première femme zambienne à obtenir ce diplôme. Elle fait également une année de recherche de troisième cycle à l'université de Cambridge. De 1969 à 1973, elle enseigne l'histoire à l'université de Zambie, devenant la première femme zambienne à occuper une telle fonction.
En 1973, Mutumba Mainga Bull est élue à l'Assemblée nationale, comme députée de la circonscription de Nalolo, dans la province de l'Ouest. De 1973 à 1976, elle est ministre de la Santé. Elle occupe divers postes à l'UNIP, avant de se retirer de la politique active en 1991.
En 1996, elle retourne à l'université de Zambie comme chercheuse. De 2005 à 2008, elle est directrice de l'Institut de recherche économique et sociale de l'université.

## Publications
- A History of Lozi Religion to the end of the Nineteenth Century, in Terence O. Ranger et Isaria N. Kimambo, The Historical Study of African Religion, Berkeley, University of California Press, 1972.
- Bulozi under the Luyana Kings: Political Evolution and State Formation in Pre-colonial Zambia, Londres, Longmans, 1973.
- The Barotseland Agreement 1964 in Historical Perspective: A Preliminary Study, 1996.
- Gender dimensions of multiparty politics: Elections 2001 in Zambia, 2002.
- « Reserved Area: Barotseland of the 1964 Agreement », Zambia Social Science Journal, vol. 5, n°1, 2014.